# Zenon Bortkevitx
Zenon Bortkevitx   (29 de maig de 1937 - Moscou, 19 d'agost de 2010) fou un waterpolista àzeri que va competir sota bandera de la Unió Soviètica durant la dècada de 1960.
El 1964 va prendre part en els Jocs Olímpics d'Estiu de Tòquio, on guanyà la medalla de bronze en la competició del waterpolo. També guanyà una medalla de plata a les Universíades de 1961. A nivell de clubs jugà tota la seva carrera esportiva al KKF Bakú i no va guanyar cap lliga soviètica.
Era oficial de carrera, destacat a la Flota del Caspi. Es retirà amb el grau de tinent comandant.